# Severino Fallucchi
Severino Fallucchi (San Nicandro Garganico, 21 gennaio 1923 – Roma, 26 gennaio 2012) è stato un ammiraglio e politico italiano.
Lasciata nel 1978 la carriera militare con il grado di Ammiraglio di Divisione nel 1979 e nelle due legislature successive è eletto senatore nelle liste della Democrazia Cristiana, svolgendo sempre un ruolo attivo in particolare nella Commissione Difesa.

## Biografia
Viene eletto senatore con la DC alle elezioni politiche del 1979, venendo confermato nella carica anche nel 1983.
Il 20 dicembre 1984 ha presentato al Senato, unitamente ad altri 19 senatori, il disegno di legge istitutivo dell'Aviazione Navale consentendo alla Marina Militare di avere gli aerei imbarcati sulla portaerei leggera Garibaldi, all'epoca in fase di allestimento al cantiere di Monfalcone. L'allora Capo di Stato Maggiore della Difesa, Ammiraglio Mario Porta, scrisse una lettera al senatore Fallucchi in cui esprimeva il profondo riconoscimento a nome delle Forze Armate. Il disegno di legge sollecitato fortemente dall'allora Capo di stato maggiore della Marina ammiraglio Vittorio Marulli, incontrò il favore dell'allora ministro della Difesa Spadolini e si tramutò in realtà il 26 gennaio 1989, quando venne approvata la proposta di legge 2645, come legge 36, con cui la Marina Militare fu autorizzata a dotarsi di velivoli ad ala fissa. Dopo una valutazione tra il Sea Harrier britannico e il VAV-813/Harrier II americano, la scelta italiana ricadde su quest'ultimo e nel 1990 venne fatto l'ordine per l'acquisto di 18 esemplari alla BAE Systems - Boeing di cui due nella versione biposto da addestramento e sedici nella versione monoposto, completata dal radar multifunzionale APG-65, all'epoca di nuova introduzione. La consegna dei primi velivoli, due TAV-8B, avvenne il 7 giugno 1991, mentre la cerimonia di consegna avvenne il successivo 23 agosto a bordo del Garibaldi, ormeggiato nella base americana di Norfolk in Virginia.
Alla X legislatura ha preso parte solo alla fine della stessa, subentrando il 30 gennaio 1992 al collega Attilio Busseti dimessosi due giorni prima.
Il 6 agosto 1993 è stato promosso dal consiglio dei Ministri, su proposta del ministro della Difesa Fabio Fabbri al grado si ammiraglio di squadra.
È morto il 26 gennaio 2012, cinque giorni dopo aver compiuto 89 anni.
Era lo zio della futura senatrice di Fratelli d’Italia Anna Maria Fallucchi.